# Nagytőke
Nagytőke è un comune dell'Ungheria di 506 abitanti (dati 2001). È situato nella contea di Csongrád-Csanád.